# Akademická půda
Akademická půda jsou jak veřejně přístupné, tak veřejnosti nepřístupné prostory vysoké školy, ve kterých platí určitá práva i povinnosti akademické obce. Jde především o svobodu vědeckého bádání a svobodu vyučování, stejně jako právo konat akademické obřady. Na druhou stranu je na akademické půdě striktně zakázáno působení politických stran.
V minulosti byla akademická půda téměř nedotknutelnou ze strany státní moci, protože univerzity oplývaly vlastní rozsáhlou samosprávou, projevující se mj. vlastním soudnictvím, které vykonával rektor univerzity. To skončilo už s josefínskými reformami, jako jistý nepsaný zvyk se nicméně relativní nedotknutelnost udržela i nadále. Na druhou stranu orgánům veřejné moci, jako je např. policie, ale nic ve vstupu na akademickou půdu nebránilo. Po zkušenostech s komunistickým režimem byla tato nedotknutelnost v roce 1990 výslovně zakotvena ve vysokoškolském zákoně. Ten stanovil, že s výjimkami ohrožení života, zdraví nebo majetku mohou orgány činné v trestním řízení vstupovat na akademickou půdu jen na základě důvodného podezření ze spáchání trestného činu a jen se souhlasem rektora, pověřeného prorektora či děkana. Pro svou přežitost ale už taková nedotknutelnost nebyla v roce 1998 do nového zákona o vysokých školách převzata a od té doby tak může být i na akademické půdě např. vykonána standardní domovní prohlídka.